# Rob Mounsey
Rob Mounsey, född 2 december 1952 i Berea, Ohio, är en amerikansk kompositör, skivproducent och musiker. 
Mounsey växte upp i Seattle, Washington och i flera städer i Ohio. Vid 17 års ålder blev han tilldelad BMI Student Composer's Award i New York. Han gick på Berklee College of Music i Boston från 1971 till 1975. 1976 flyttade han till New York för att bli studiomusiker, arrangör och producent för en rad av kända artister, inklusive Aaron Neville, Natalie Cole, Steely Dan, Paul Simon, James Taylor, Chaka Khan, Madonna, Diana Ross, Donald Fagen, och många andra. 1985 spelade han keyboards i en grupp vid namn Joe Cool. 
Han har komponerat musik för film och TV, inklusive för HBO:s serie, Sex and the City. Han har blivit Grammy-nominerad fem gånger och är vinnare av två Emmy Awards.